# Madonna ze Stuppach

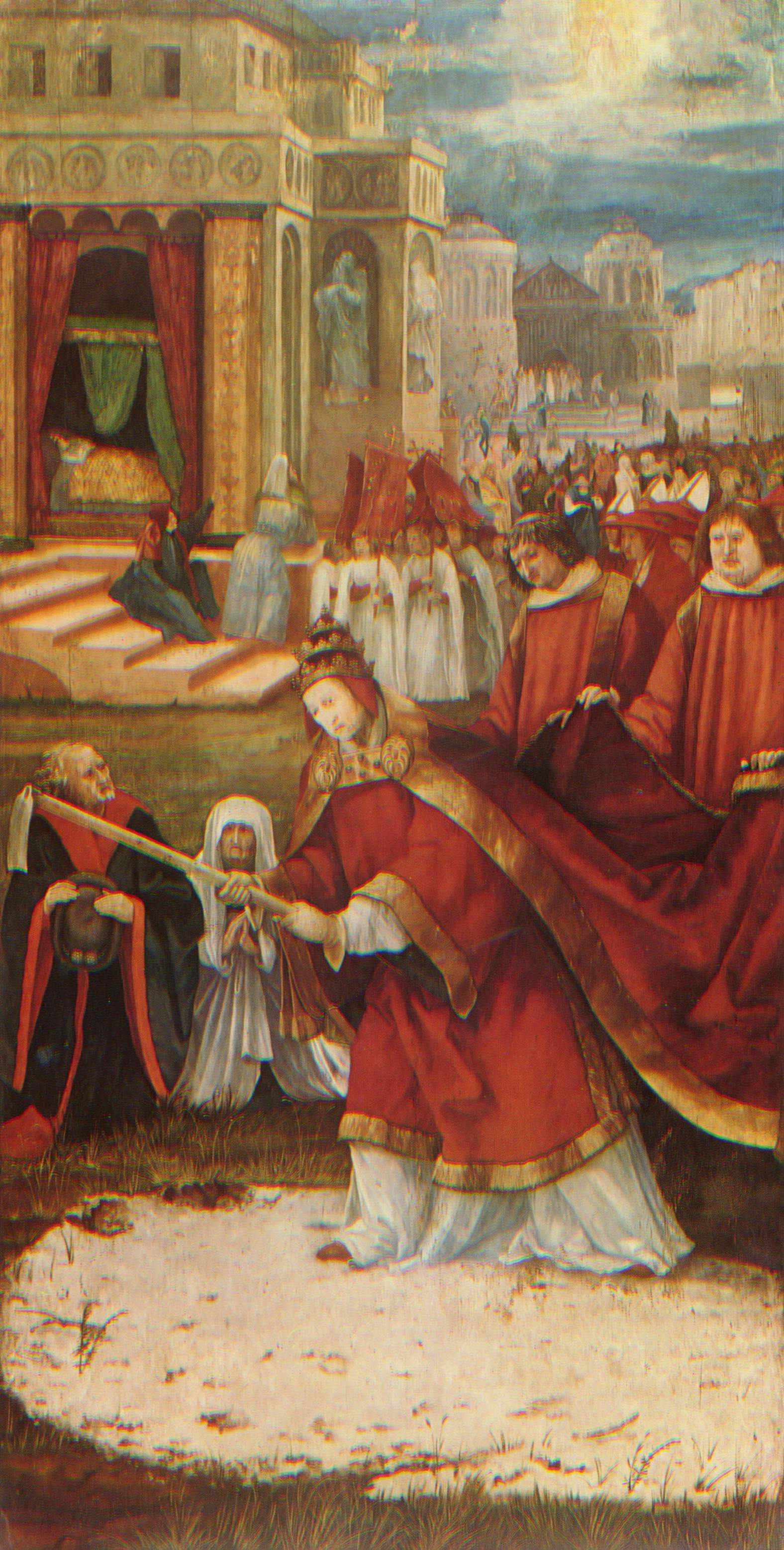
Cud Matki Boskiej Śnieżnej, prawe skrzydło ołtarza

Madonna ze Stuppach (niem. Stuppacher Madonna) – obraz Matthiasa Grünewalda powstały w latach 1517–1519 pierwotnie przeznaczony do kolegiaty w Aschaffenburgu. Od 1809 przechowywany w kościele parafialnym we wsi Stuppach koło Bad Mergentheim.

## Proweniencja
Obraz Grünewalda stanowił środkową część Ołtarza Matki Boskiej Śnieżnej w kolegiacie w Aschaffenburgu. W nieznanym okresie dzieło zostało przesłane do Bad Mergentheim, a w pierwotnym miejscu pozostały tylko oryginalne ramy z sygnaturą artysty i datą 1519. W 1809 środkową część zakupił proboszcz ze Stuppach. Prawe skrzydło nabyła w 1828 bawarska Centralna Galeria Obrazów, która w 1852 sprzedała je za 15 guldenów i 36 krajcarów. W następnych latach dzieło zmieniało właściciela aż w 1904 r. trafiło do Augustinermuseum we Fryburgu Bryzgowijskim.

## Opis obrazu
Madonna ze Stuppach przedstawia Matkę Boską w ogrodzie. Mur otaczający ogród tworzy z niego hortus conculus, czyli ogród zamknięty symbolizujący dziewictwo Marii. Po prawej obrazu rośnie drzewo figowe stanowiące symbol oczekiwania na Mesjasza. Po lewej widnieje krzew różany nawiązujący do określenia Marii w Pieśni nad Pieśniami. W głębi po prawej stronie jest widoczny kościół symbolizujący Civitas Dei (Miasto Boże) św. Augustyna. Tęcza z lewej strony oznacza przymierze Boga z ludźmi. Ma także znaczenie maryjne nawiązujące do objawień św. Brygidy. Również ule mają swoje odniesienia maryjne w wizjach szwedzkiej mistyczki. Jabłko, które Maria podaje Dzieciątku symbolizuje odpuszczenie grzechu pierworodnego, natomiast postrzępiona pieluszka Jezusa jest zapowiedzą jego męki na krzyżu i poszarpanego perizonium.